# 輪之内町立大藪小学校
輪之内町立大藪小学校（わのうちちょうりつ おおやぶしょうがっこう）は、岐阜県安八郡輪之内町にある公立小学校。

## 通学区域
- 通学区域は大藪、楡俣、楡俣新田、四郷、下大榑新田の一部であり、公立中学校の進学先は輪之内町立輪之内中学校である[1]。

## 沿革
- 1873年（明治6年） - 一貫義校が開校。大薮村、楡俣村、楡俣新田、上大榑村、上大榑新田、五反郷村、五反郷新田、中郷村の児童が通学する。その後、直霊義校に改称する。
- 1876年（明治9年） - 斯立学校に改称する。
- 1878年（明治11年） - 現在地に移転。
- 1886年（明治19年） - 斯立簡易科小学校に改称する。
- 1889年（明治22年）7月1日 - 大薮村、楡俣村、楡俣新田が合併し、三里村となる。
- 1890年（明治23年）3月24日 - 三里村が御寿村に改称する。
- 1895年（明治28年） - 大藪尋常小学校に改称する。
- 1897年（明治30年） - 
  - 御寿村と四郷村が合併し、改めて御寿村となる。
  - 大藪尋常小学校に改称する。
- 1902年（明治35年）8月27日 - 町制施行。同時に大薮町に改称する。
- 1903年（明治28年） - 大藪尋常小学校に改称する。
- 1897年（明治30年） - 裁縫補習学校を併設する。
- 1906年（明治39年） - 農業補習学校を併設する。
- 1912年（明治45年） - 福束村中郷（旧・中郷村）の児童が福束尋常高等小学校へ転出する。
- 1941年（昭和16年）4月 - 大藪国民学校に改称する。
- 1947年（昭和22年）4月 - 大薮町立大藪小学校に改称する。
- 1954年（昭和29年）4月1日 - 大薮町、仁木村、福束村が合併し輪之内町が発足。同じに輪之内町立大藪小学校に改称する。
- 1978年（昭和53年） - 新校舎（鉄筋コンクリート造）完成。